# Millendorf

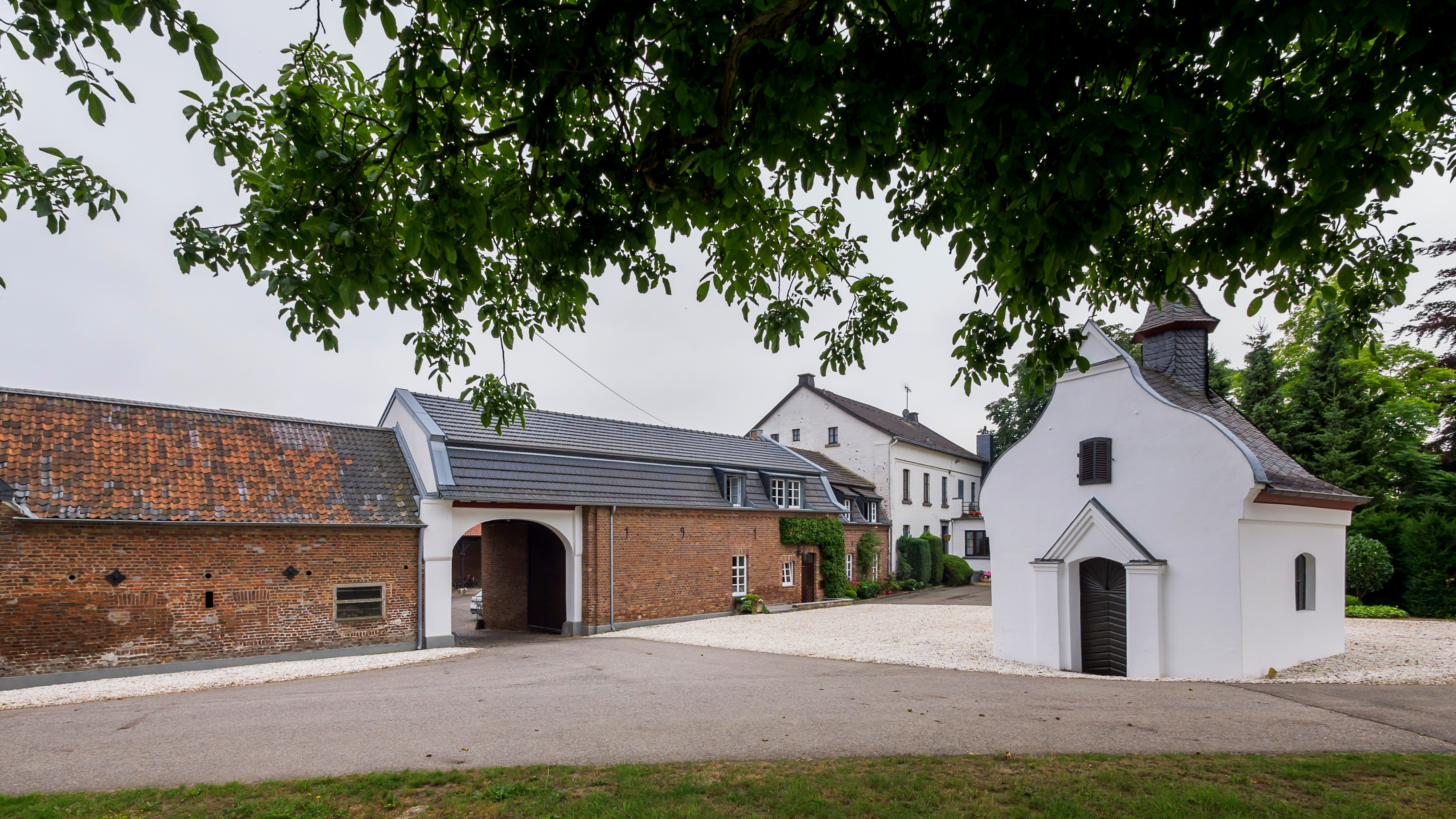
Schunkenhof Sankt Hubertuskapelle

Millendorf ist ein Stadtteil von Bedburg im Rhein-Erft-Kreis, Nordrhein-Westfalen. Ortsbürgermeister von Millendorf und Lipp ist Sven Herzog (SPD).

## Lage
Millendorf liegt nördlich von Bedburg. Direkt am westlichen Dorfrand verläuft die Bundesautobahn 61. Die Anschlussstelle Bedburg liegt an der nordwestlichen Ortsecke. Oppendorf ist nur durch eine Autobahnunterführung von Millendorf getrennt.

## Geschichte
Millendorf, früher Middelendorp genannt,  ist eine alte Burgsiedlung mit überwiegend Backsteinbauten aus dem 19. Jahrhundert. Die Viereckanlage des Ivenhofes aus dem 17. Jahrhundert steht unter Denkmalschutz.
Bis zum Zweiten Weltkrieg gehörten Etgendorf, Millendorf und Oppendorf mit dem Schunkenhof und der Gaulshütte zur damals noch selbstständigen Gemeinde Lipp.